# Rolls Series

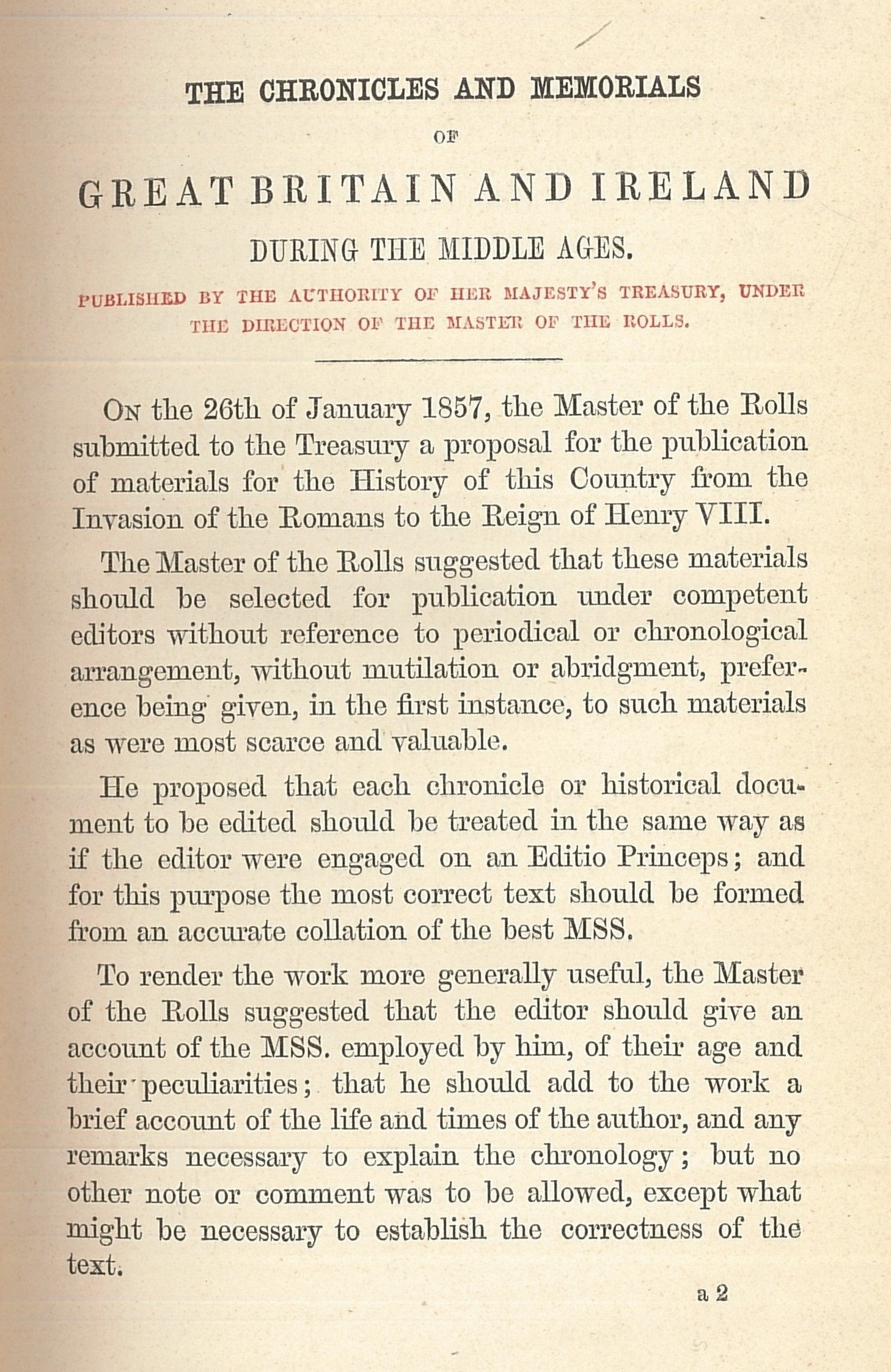
Erste Seite der Präambel der Rolls Series 1857

Die Rolls Series (The Chronicles and Memorials of Great Britain and Ireland during the Middle Ages, Rerum Britannicarum medii aevi scriptores) ist eine zwischen 1858 und 1911 erschienene Reihe von Ausgaben mittelalterlicher Chroniken Großbritanniens und Irlands. Insgesamt sind 99 Werke in 253 Bänden erschienen. Fast alle großen mittelalterlichen englischen Chroniken wurden aufgenommen. Die meisten vorher bestehenden Ausgaben stammten aus dem 17. und 18. Jahrhundert und galten als ungenügend. Der Geltungsbereich wurde auch auf legendäre, folkloristische und hagiographische Materialien sowie Archivalien und Rechtsakte ausgedehnt. Die Serie wurde von der Regierung finanziert und trägt ihren inoffiziellen Namen, weil ihre Bände „durch die Autorität des Finanzministeriums Ihrer Majestät unter der Leitung des Masters of the Rolls“ veröffentlicht wurden, der der offizielle Hüter der Aufzeichnungen des Kanzleigerichtshofs und anderer Gerichte und nominelle Leiter des Staatsarchivs war.

## Das Projekt
Die Veröffentlichung der Serie wurde von der britischen Regierung nach einem Schema durchgeführt, das 1857 dem damaligen Master of the Rolls Sir John Romilly vorgelegt wurde. Ein ähnliches Vorprojekt, die Monumenta Historica Britannica, war nach der Veröffentlichung des ersten Bandes (1036 Folioseiten, London, 1848) gescheitert. Der Hauptherausgeber, Henry Petrie, war gestorben, und die Anlage des Projekts wurde als unzureichend wahrgenommen. Vorschläge für ein neues Projekt wurden von Joseph Stevenson gemacht, und das Schema von 1857 war das direkte Ergebnis dieses Aufrufs. Neben Romilly und Stevenson war Thomas Duffus Hardy, der von 1861 bis 1878 Deputy Keeper der Public Records war, eine weitere Schlüsselfigur, die die Richtung des Projekts in seinen Anfangsjahren mitbestimmte. Die ersten beiden Bände wurden im Februar 1858 veröffentlicht: Es handelte sich um den ersten Band von Stevensons eigener Ausgabe der Historia Ecclesie Abbendonensis, einer Chronik aus dem 12. Jahrhundert, die in der Abingdon Abbey geschrieben wurde (der zweite und letzte Band erschien einige Monate später); und um F. C. Hingestons Ausgabe von John Capgraves Historia de Illustribus Henricis aus dem 15. Jahrhundert. Hingestons Arbeit war fehlerhaft und die Rezensionen fielen schlecht aus. Zu den weiteren Herausgebern gehörten William Stubbs, der 18 Bände herausgab, Henry Richards Luard, der 17 Bände herausgab, und H. T. Riley, der 15 Bände herausgab.
Die Standards waren teilweise hoch, aber mit wenig Gesamtaufsicht weitgehend den jeweiligen Herausgebern überlassen, so dass auch minderwertige Ausgaben erschienen. Die Herausgeber wurden vom Public Record Office sehr gut bezahlt (Stubbs erhielt insgesamt rund 6600 Pfund).
Anfangs strebte man eine Auflage von 1500 an, sie pendelte sich dann aber bei rund 750 ein. Im Allgemeinen wurden aber nur rund 200 Exemplare verkauft, so dass William Hardy in den 1880er Jahren überzählige Exemplare an öffentliche und Universitätsbibliotheken abgab (mit dem Zusatz, dass bei Aufgabe der Bibliothek das Exemplar zurückzugeben sei).
Unter Henry Maxwell Lyte (1848–1940), der 1886 bis 1926 Deputy Keeper des Public Record Office war, wurde das Projekt zurückgefahren. Lyte war mit dem Niveau der Arbeit nicht zufrieden und hielt die Herausgeber für überbezahlt. Neue Herausgeberprojekte wurden kaum noch angefangen. 1897 erschien noch das Red Book of the Exchequer in drei Bänden, eine Rechtssammlung aus dem 13. Jahrhundert. Die Herausgeber Hubert Hall und J. H. Round zerstritten sich aber und es kam zu einer heftigen Fehde, als Round, der sich aus der Herausgeberschaft zurückgezogen hatte, die Qualität der Arbeit von Hall herabsetzte. Das letzte Werk, das in Auftrag gegeben wurde, waren die 1893 erschienenen Aufzeichnungen des Parlaments in Westminster von 1305 (Memoranda de Parliamento) durch F. W. Maitland. Als letzter Band erschien 1911 der letzte Band des Jahrbuchs von Edward III für die Jahre 1346/47, herausgegeben von L. O. Pike.
Reprints vieler Bände erschienen in New York bei Kraus Reprints.
Die Bände der Reihe erhielten keine offiziellen Bandnummern (außer als Teilbände des zugehörigen Werks), vielfach wird aber die Nummerierung von Band 1 bis 99 der HMSO Sectional List 24 der British National Archives genommen.